# Nio ET5
Der Nio ET5 ist ein Elektroauto und nach dem ET7 die zweite Limousine des chinesischen Automobilherstellers Nio. Das Modell wird der Mittelklasse zugeordnet.

## Geschichte
Präsentiert wurde die Limousine am 18. Dezember 2021 beim sogenannten „Nio Day“. Der Marktstart in China erfolgte am 30. September 2022. Für Europa wurde der ET5 am 7. Oktober 2022 vorgestellt. In den Handel kam er hier im März 2023. Ebenfalls im März 2023 wurde eine Kombi-Version der Baureihe angekündigt. Die Weltpremiere des Touring erfolgte am 15. Juni 2023. Der Marktstart erfolgte in China kurz darauf und in Europa im Oktober 2023. Eine überarbeitete Version der Baureihe wurde im Mai 2025 präsentiert.

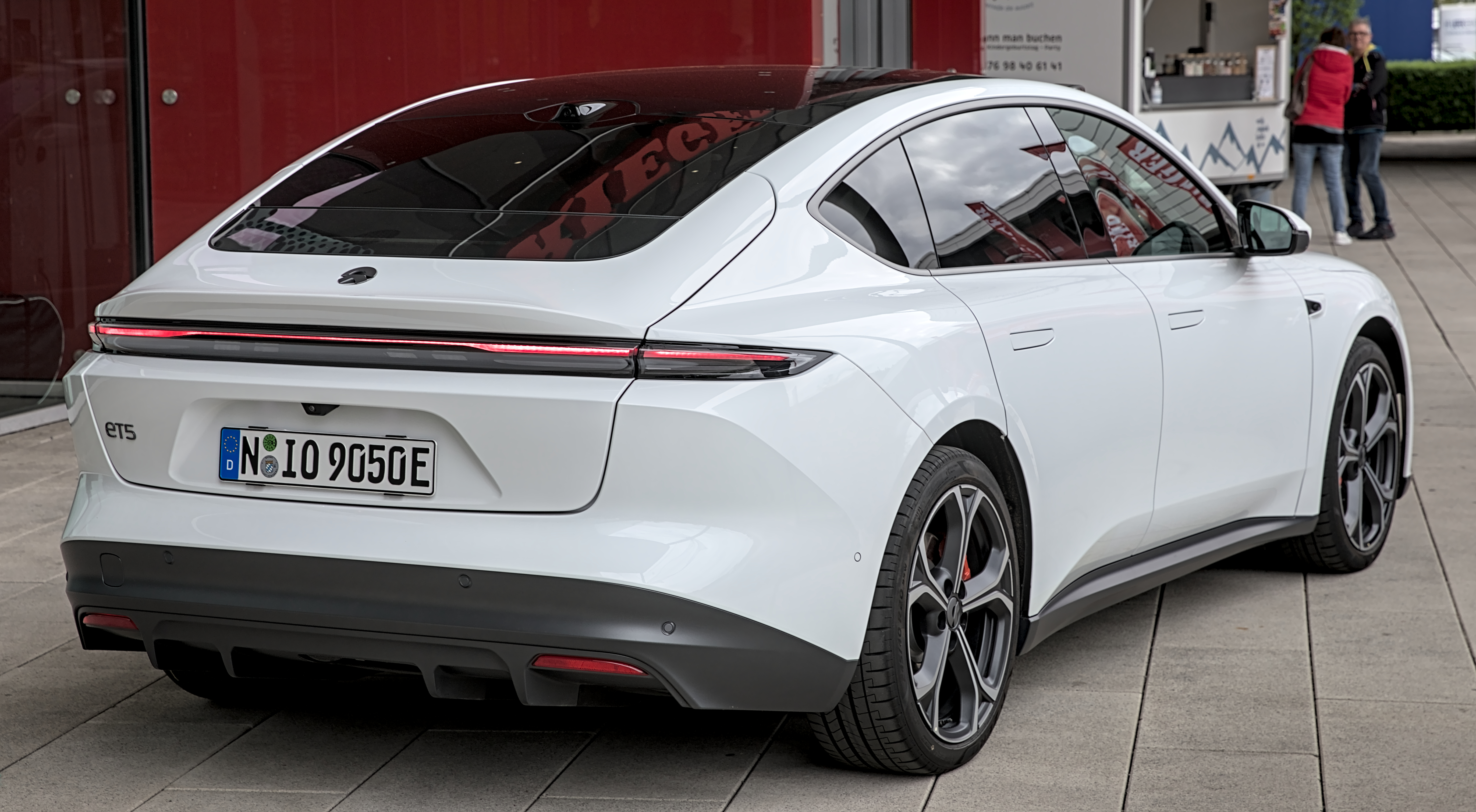
Heckansicht
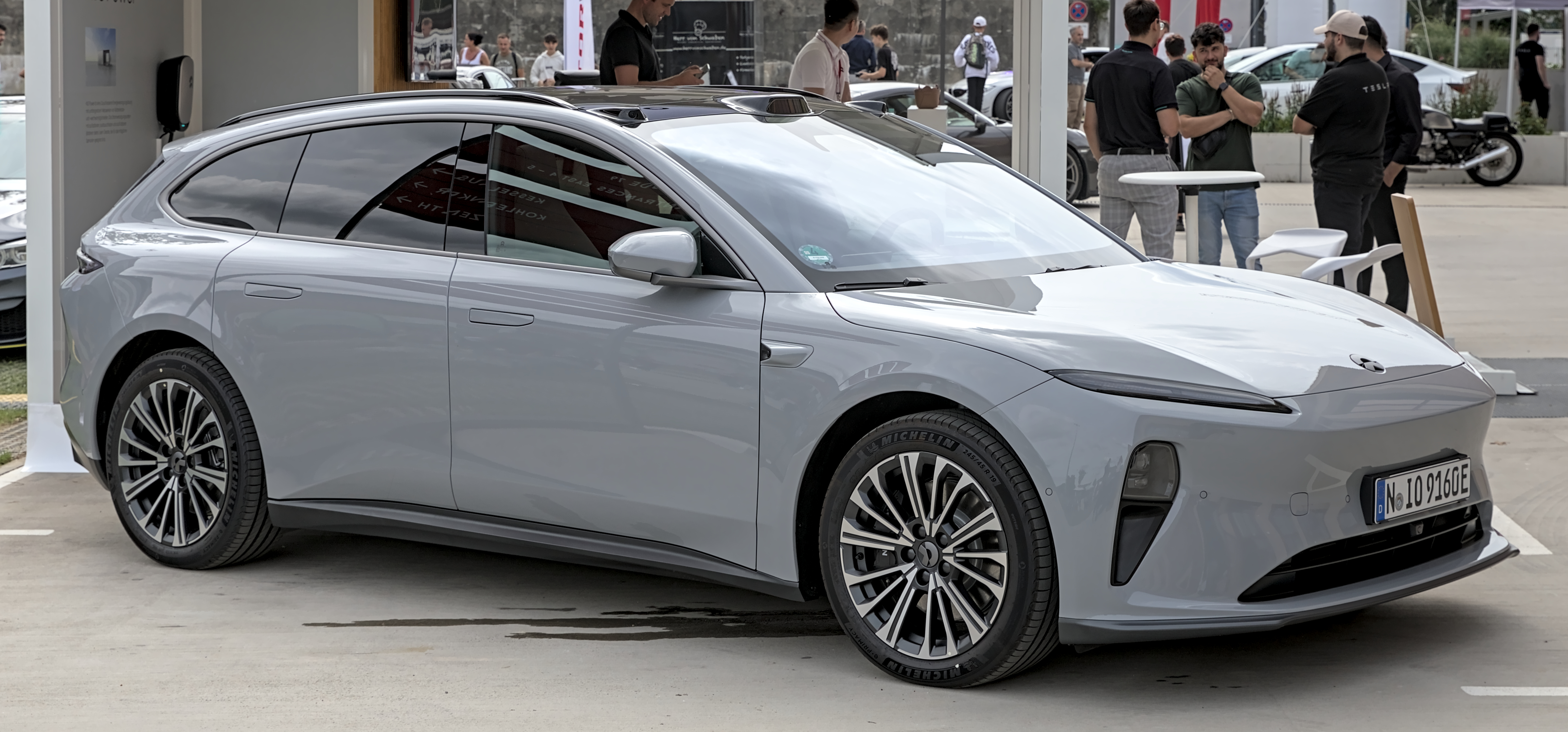
Nio ET5 Touring (2023–2025)
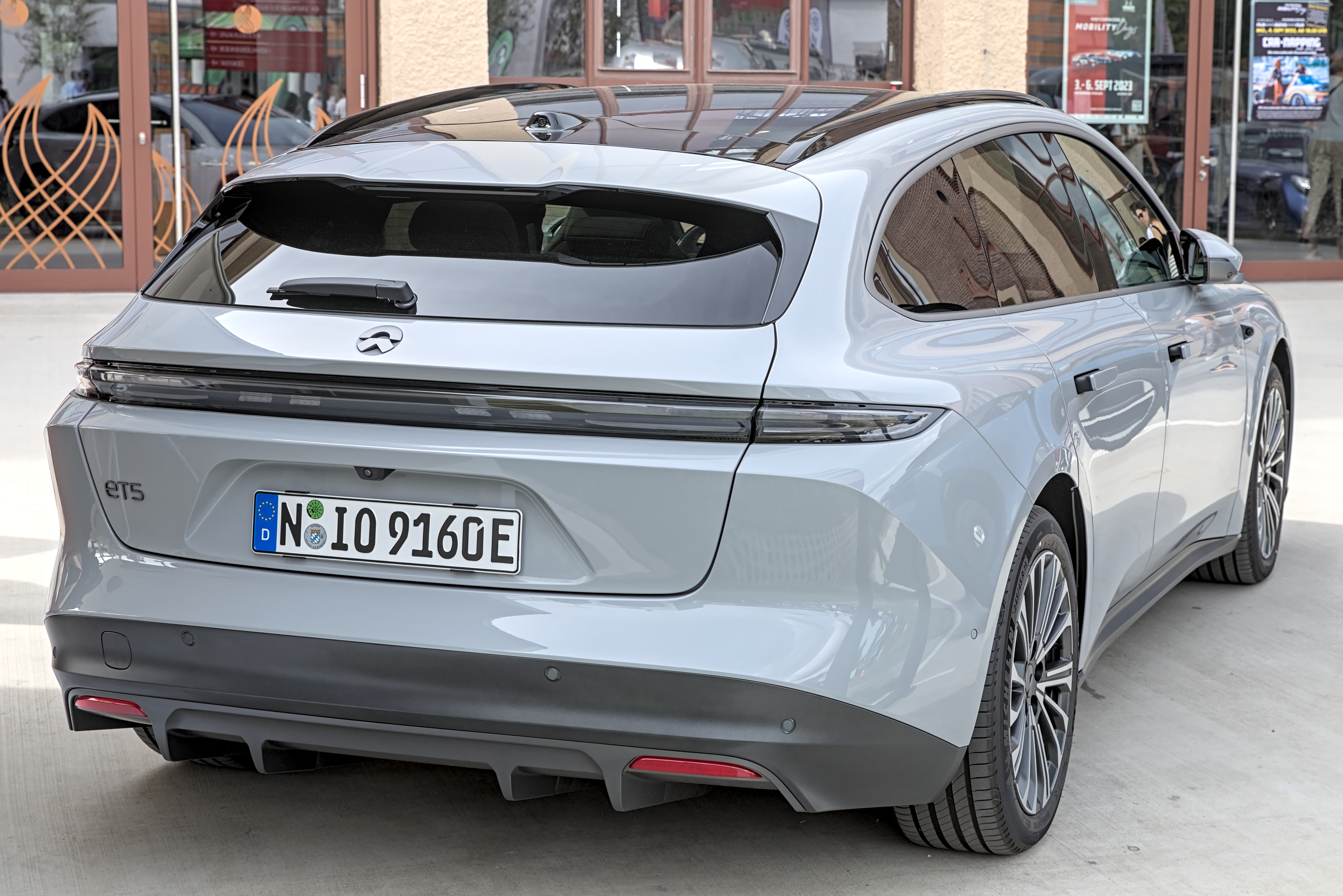
Heckansicht
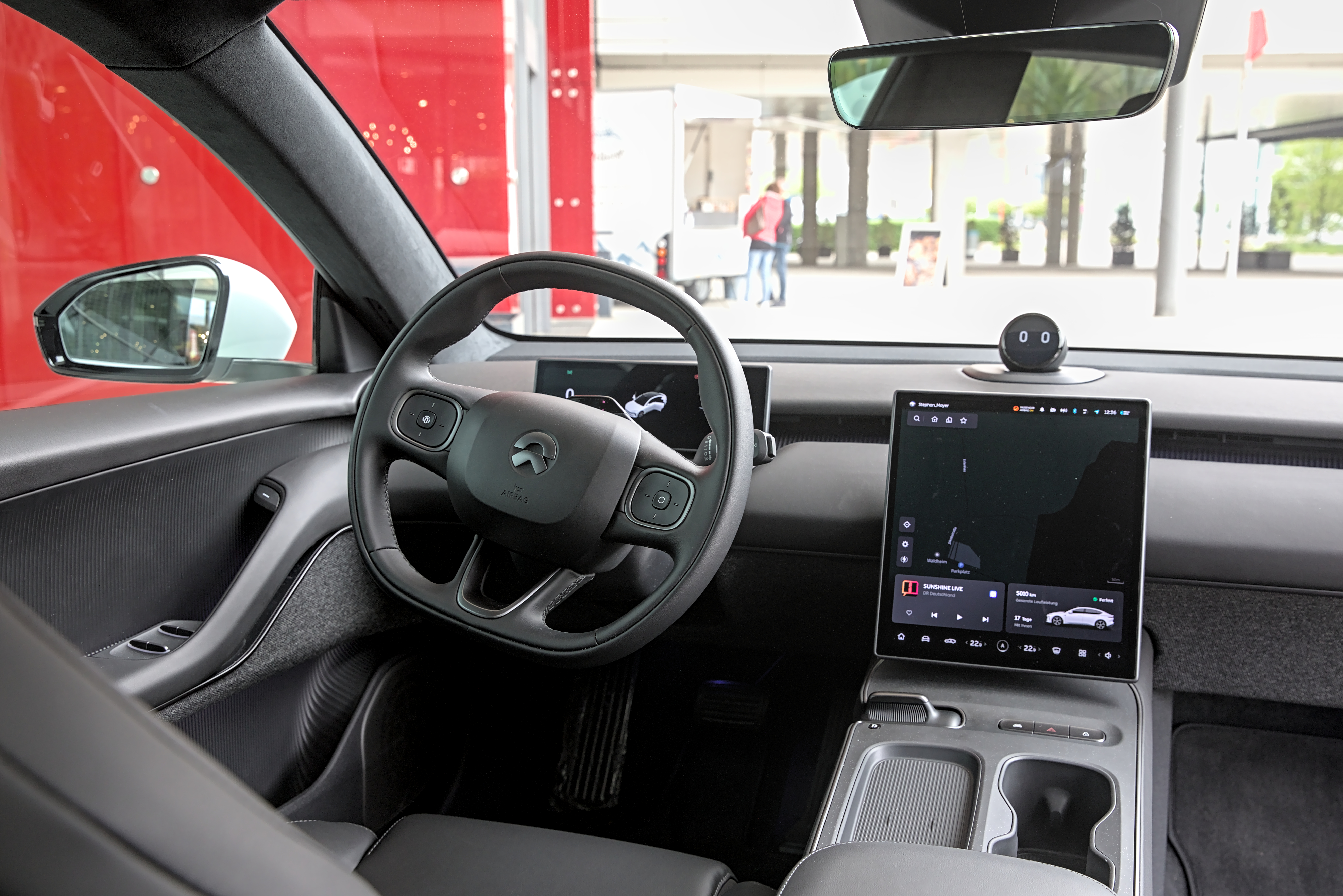
Innenansicht

## Sicherheit
2023 verschärfte der Euro NCAP die Kriterien für Crashtests. Der Nio ET5 war gemeinsam mit dem Nio EL7 das erste Fahrzeug, das nach diesen Kriterien auf die Fahrzeugsicherheit getestet wurde. Beide erhielten fünf von fünf möglichen Sternen.

## Technik
Wie bei allen Nio-Modellen gilt auch beim ET5 die Verwendung eines Wechselakkus als Besonderheit. Dabei teilt er sich die Plattform und wesentliche Komponenten mit dem größeren ET7, fällt aber kompakter aus. Angekündigt sind drei verschiedene Batteriekapazitäten (75, 100 und 150 kWh), die Reichweiten von 560 bis 1000 km nach CLTC ermöglichen sollen. Angetrieben wird der ET5 von einem 150 kW (204 PS) starken Induktionsmotor an der Vorderachse und einem 210 kW (286 PS) starken Permanentmagnet-Synchronmotor an der Hinterachse. Die Beschleunigung von 0 auf 100 km/h wird mit 4,0 s angegeben, der Bremsweg aus 100 km/h mit 33,9 m. Außerdem erzielt Nio nach eigenen Angaben eine 50:50 Gewichtsverteilung.
Der ET5 hat ein Sensorpaket aus 33 Sensoren, Lidar, Kameras, Radar, Ultraschall und Car2x (V2X)-Kommunikationsmöglichkeit (Aquila). Damit verbunden ist ein Zentralrechner.
Im Innenraum werden kohlen- und schadstoffarme, nachhaltige Materialien, u. a. Pflanzenfasern, eingesetzt. Wie bei den anderen Nio-Modellen kommt auch hier das Sprachassistenzsystem „NOMI“ zum Einsatz, das auf dem Armaturenbrett positioniert ist.

## Technische Daten
|                            | 75 kWh                                                                              | 100 kWh                                                                             | 150 kWh                                                                             |
| -------------------------- | ----------------------------------------------------------------------------------- | ----------------------------------------------------------------------------------- | ----------------------------------------------------------------------------------- |
| Bauzeitraum                | seit 09/2022                                                                        | seit 09/2022                                                                        | seit 09/2022                                                                        |
| Motorkenndaten             |                                                                                     |                                                                                     |                                                                                     |
| Motorart                   | Induktionsmotor an der Vorder- und Permanentmagnet-Synchronmotor an der Hinterachse | Induktionsmotor an der Vorder- und Permanentmagnet-Synchronmotor an der Hinterachse | Induktionsmotor an der Vorder- und Permanentmagnet-Synchronmotor an der Hinterachse |
| max. Leistung              | vorn: 150 kW (204 PS) hinten: 210 kW (286 PS)                                       | vorn: 150 kW (204 PS) hinten: 210 kW (286 PS)                                       | vorn: 150 kW (204 PS) hinten: 210 kW (286 PS)                                       |
| Systemleistung             | 360 kW (490 PS)                                                                     | 360 kW (490 PS)                                                                     | 360 kW (490 PS)                                                                     |
| max. Drehmoment            | 700 Nm                                                                              | 700 Nm                                                                              | 700 Nm                                                                              |
| Kraftübertragung           |                                                                                     |                                                                                     |                                                                                     |
| Antrieb                    | Allradantrieb                                                                       | Allradantrieb                                                                       | Allradantrieb                                                                       |
| Getriebe                   | Festes Übersetzungsverhältnis                                                       | Festes Übersetzungsverhältnis                                                       | Festes Übersetzungsverhältnis                                                       |
| Messwerte                  |                                                                                     |                                                                                     |                                                                                     |
| Höchstgeschwindigkeit      | 200 km/h                                                                            | 200 km/h                                                                            | 200 km/h                                                                            |
| Beschleunigung, 0–100 km/h | 4,0 s                                                                               | 4,0 s                                                                               | k. A.                                                                               |
| Batterie                   | Lithium-Ionen-Akkumulator: 75 kWh                                                   | Lithium-Ionen-Akkumulator: 100 kWh                                                  | Festkörperakkumulator: 150 kWh                                                      |
| Reichweite nach WLTP       | 456 km                                                                              | 590 km                                                                              | k. A.                                                                               |
| Reichweite nach CLTC       | 560 km                                                                              | 710 km                                                                              | 1000 km                                                                             |

## Zulassungszahlen in Deutschland
Seit dem Marktstart 2023 bis einschließlich Dezember 2024 wurden in der Bundesrepublik Deutschland insgesamt 554 Nio ET5 neu zugelassen.
|  |

|  |

|  |

|  |

|  |

|  |

|  |

|  |

|  |

|  |

|  |

|  |

|  |

|  |

|  |

|  |

|  |

|  |

|  |

|  |

|  |

|  |

|  |

|  |

|  |

|  |

|  |

|  |

|  |

|  |

|  |

|  |

|  | Allradantrieb (554) |

|  | Allradantrieb (554) |